# Marcus Stephen
Marcus Stephen (Anetan, 1 de octubre de 1969) fue el presidente de la República de Nauru entre 2007 y 2011. Actualmente se desempeña como presidente del Parlamento de Nauru. Es también un antiguo levantador de pesas de primer nivel.

## Carrera deportiva
Al principio, jugó para el equipo local de fútbol australiano "los Ases", pero optó por seguir con la halterofilia como deporte. En 1989 se fundó la Federación de Levantamiento de pesas del Nauru (NWF), principalmente para dar a Stephen, el único pesista de primer nivel en Nauru en ese momento, la oportunidad de competir internacionalmente.
En 1992 participó en sus primeros Juegos Olímpicos, en Barcelona. Para ello tuvo que solicitar la nacionalidad samoana ya que Nauru no tenía Comité Olímpico en esos momentos. A partir de 1993, al fundarse el comité, pudo participar con su país en las siguientes olimpiadas: Juegos Olímpicos de Atlanta 1996 y los Juegos Olímpicos de Sídney 2000. En los juegos de Sídney fue portador de la antorcha olímpica a su paso por Nauru.
En los Juegos de la Mancomunidad Británica de 1990 sorprendentemente ganó una medalla de oro en el arranque en la categoría de hasta 60 kg. En los Juegos de la Mancomunidad Británica de 1998 y en la categoría de hasta 62 kg él recogió tres medallas de oro. En sus últimos Juegos, los de 2002 en Mánchester obtuvo tres medallas de plata en la división hasta 62 kg.
Su mayor logro fue ser subcampeón mundial de envión en el evento disputado en Atenas en 1999, también en la categoría hasta 62 kg.

## Carrera política
Desde 1997 ha sido el Tesorero del Comité Olímpico de Nauru. El 3 de mayo de 2003 Stephen fue elegido al Parlamento del Nauru con una cuenta de un poco más de 215 puntos, alcanzando la primera colocación en Ewa y el distrito electoral Anetan. Durante la presidencia de René Harri Stephen fue Ministro de Educación y Ministro de Finanzas de Nauru (del 8 de agosto de 2003 al 22 de junio de 2004), un puesto que tuvo que abandonar cuando Ludwig Scotty se convirtió en el nuevo presidente. En octubre de 2004 él fue reelegido al parlamento.